# Ilfracombe
Koordinaten: 51° 12′ N, 4° 8′ W
Ilfracombe ist eine Kleinstadt mit 12.510 Einwohnern (2006) an der Nordküste der südwestenglischen Grafschaft Devon. Sie hat einen kleinen Naturhafen, der dominiert wird von dem natürlichen Wahrzeichen der Stadt, dem Hillsborough Hill mit den Überresten einer keltischen Befestigung aus der Eisenzeit.

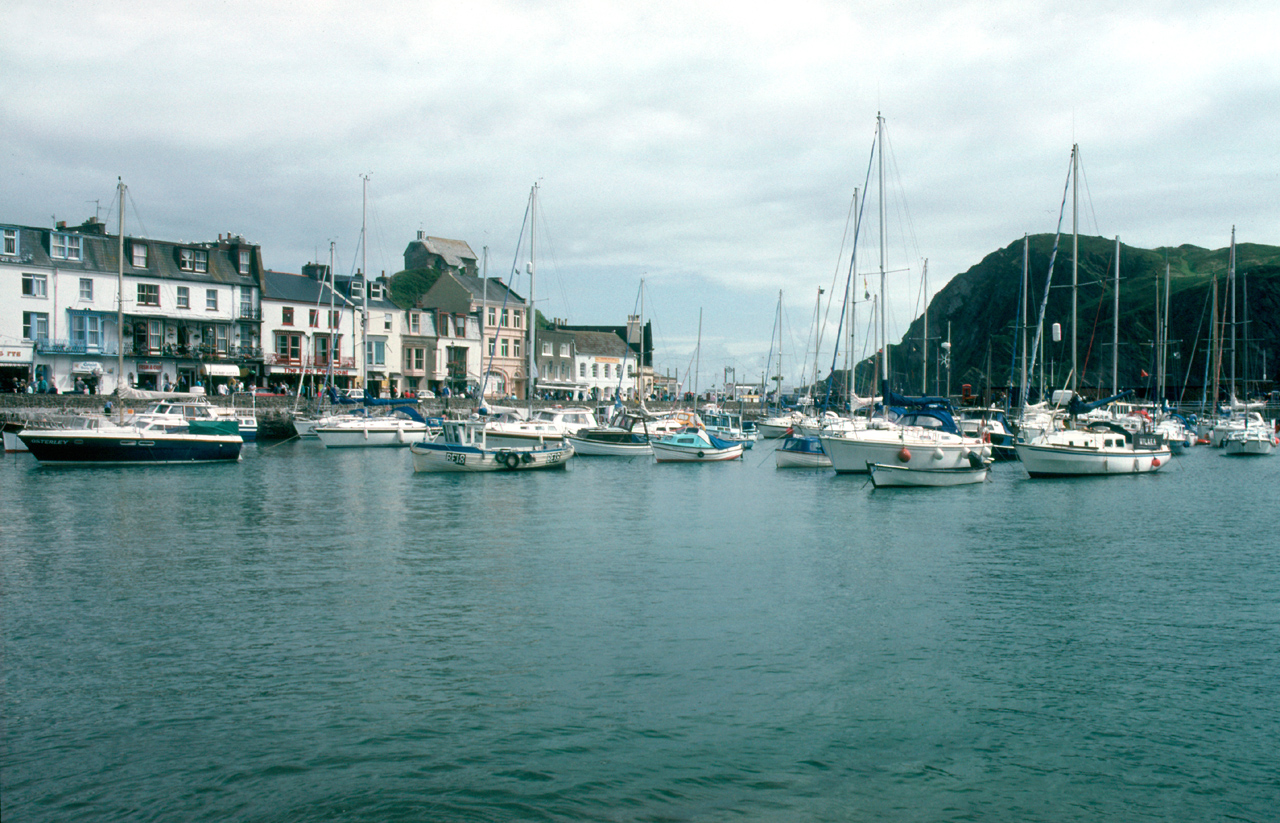
Der Hafen von Ilfracombe (Aufnahme 1993)

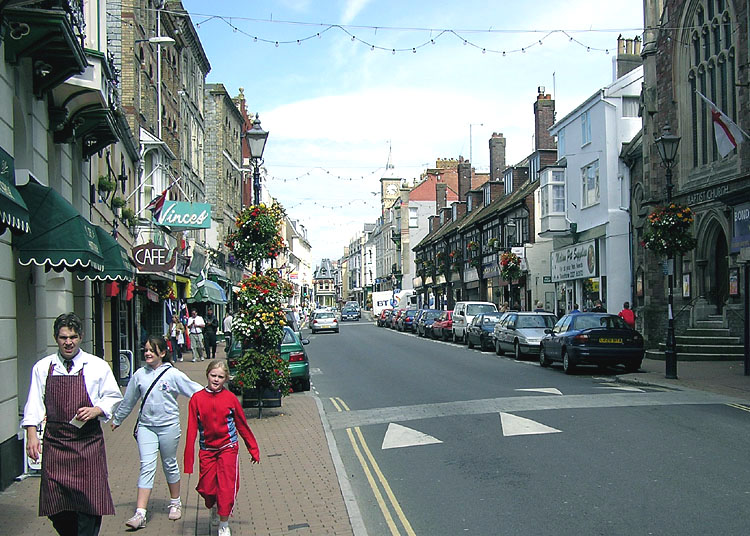
Ilfracombe High street (Aufnahme 2004)

## Geschichte
Der Herrensitz von Chambercombe im Ostteil der Stadt geht zurück auf den normannischen Ritter Champernon (aus Chambernon in Frankreich), der zusammen mit Wilhelm dem Eroberer nach England kam. Das Bauwerk wird 1086 erstmals erwähnt. 
Ilfracombe bestand aus zwei verschiedenen Gemeinden: um die Gemeindekirche herum hatten sich die Farmer angesiedelt, und am Hafen wohnten die Fischer. Das Land an der Kirche gehörte der Champernowne-Familie, das am Hafen den Bouchiers, Earls of Bath. Der Hafen erlangte frühe Bedeutung am Bristolkanal. So stellte die Gemeinde im Jahr 1208 König Johann I. ein Schiff für seinen Eroberungsfeldzug nach Irland zur Verfügung, und 1247 war es ein Schiff für die Eroberung der Western Isles von Schottland. Außerdem wurden von Ilfracombe aus Schiffe für die Belagerung nach Calais geschickt, und zur Unterdrückung der Iren waren hier zwei starke Militärverbände stationiert. Der Leuchtturm, der am Hafen auf dem Lantern Hill steht, ist seit über 650 Jahren in Betrieb und ist damit der dienstälteste im Vereinigten Königreich.
Bis Mitte des 19. Jahrhunderts waren Fischfang und Seehandel die Haupterwerbsquellen in Ilfracombe. In viktorianischer Zeit entwickelte sich die Stadt aufgrund des zunehmenden Fährbetriebes entlang des Bristol Channel nach und nach zu einem Ferienort. Die Neuausrichtung schritt noch schneller voran, als ein leistungsfähiges Eisenbahnnetz entstanden war und der Ort durch die Bahnstrecke Barnstaple–Ilfracombe erschlossen wurde. Weiteren Veränderungen in großem Maßstab stand jedoch die ungünstige Lage der Stadt in der Hügellandschaft, eingezwängt zwischen Steilküste und Meer, im Wege. Als Ergebnis zeigt das Stadtbild auch heute noch ausgesprochen viktorianischen Charakter. Aus vielen der großen, eleganten Häuser wurden Hotels. 
Die Stadt hat sich um den alten Hafen herum ausgebreitet. Heute teilen sich dort Fischerboote den Ankerplatz mit Vergnügungsdampfern sowie mit der Oldenburg, die regelmäßig zur 40 km entfernt gelegenen Insel Lundy übersetzt. Außerdem gibt es Schiffsverbindungen nach dem walisischen Porthcawl nahe Swansea. Der Hafen von Ilfracombe gelangte 2012 spektakulär in die Schlagzeilen der Weltpresse, nachdem der britische Künstler Damien Hirst dort seine 25 Meter hohe Bronzestatue Verity aufstellen ließ.
Zwischen 1874 und 1970 war Ilfracombe mit der Bahnstrecke Barnstaple–Ilfracombe an das britische Eisenbahnnetz angeschlossen und besaß direkte Zugverbindungen mit London.

## Partnerstädte
- Herxheim

## Söhne und Töchter der Stadt
- Emilia Dilke (1840–1904), britische Feministin und Kunsthistorikerin
- Ruth Downie (* 1955), englische Schriftstellerin
- Vic Gentils (1919–1997), belgischer Bildhauer
- Pepi Lemer (* 1944), britische Jazzsängerin